# Wakinosaurus
Genre
Espèce
Wakinosaurus (signifiant « lézard de Wakino ») est un genre de dinosaures théropodes du Crétacé retrouvé dans la formation géologique de Sengoku (en), à Kyushu, Japon. L'espèce-type, Wakinosaurus satoi, a été décrite par Yoshihiko Okazaki en 1992.
Elle est basée sur l'holotype KMNH VP 000,016, le fossile d'une seule dent dont la couronne aurait fait environ 7 centimètres de long.
Wakinosaurus a d'abord été décrit comme étant un Megalosauridae, mais il est considéré aujourd'hui comme un néothéropode nomen dubium indéterminé.

## Découverte
La dent est découverte à Fukuoka en 1990 par Masahiro Sato. La même année, Yoshihiko Okazaki rapporte la découverte dans une publication.
En 1992, Okazaki nomme l'espèce-type. Le nom générique fait référence au sous-groupe de Wakino du groupe de Kwanmon, duquel la formation de Sengoku fait partie. Le nom spécifique a été donné en l'honneur de Sato.